# Cessna Citation Mustang
Il Cessna Citation Mustang, abbreviato C510 e noto  comunemente come Citation Mustang, è un business jet (categoria Very Light Jet) costruito dalla Cessna Aircraft Company presso gli stabilimenti di Independence (Kansas). Il Mustang, nella configurazione base, ha 4 sedili passeggeri nella parte posteriore della cabina, 2 sedili in cockpit per i piloti e una toilette nella parte centrale. Come altri aeromobili della sua categoria è approvato per le operazioni con un solo pilota.

## Storia
Il prototipo fece il suo primo volo il 18 aprile 2005. La Federal Aviation Administration (FAA) certificò l'aeroplano l'8 settembre 2006. Il primo esemplare uscì dalla linea di produzione il 23 novembre 2006, lo stesso giorno in cui Cessna riceveva da FAA le necessarie autorizzazioni.. La prima consegna avvenne il 23 aprile 2007.

## Tecnica

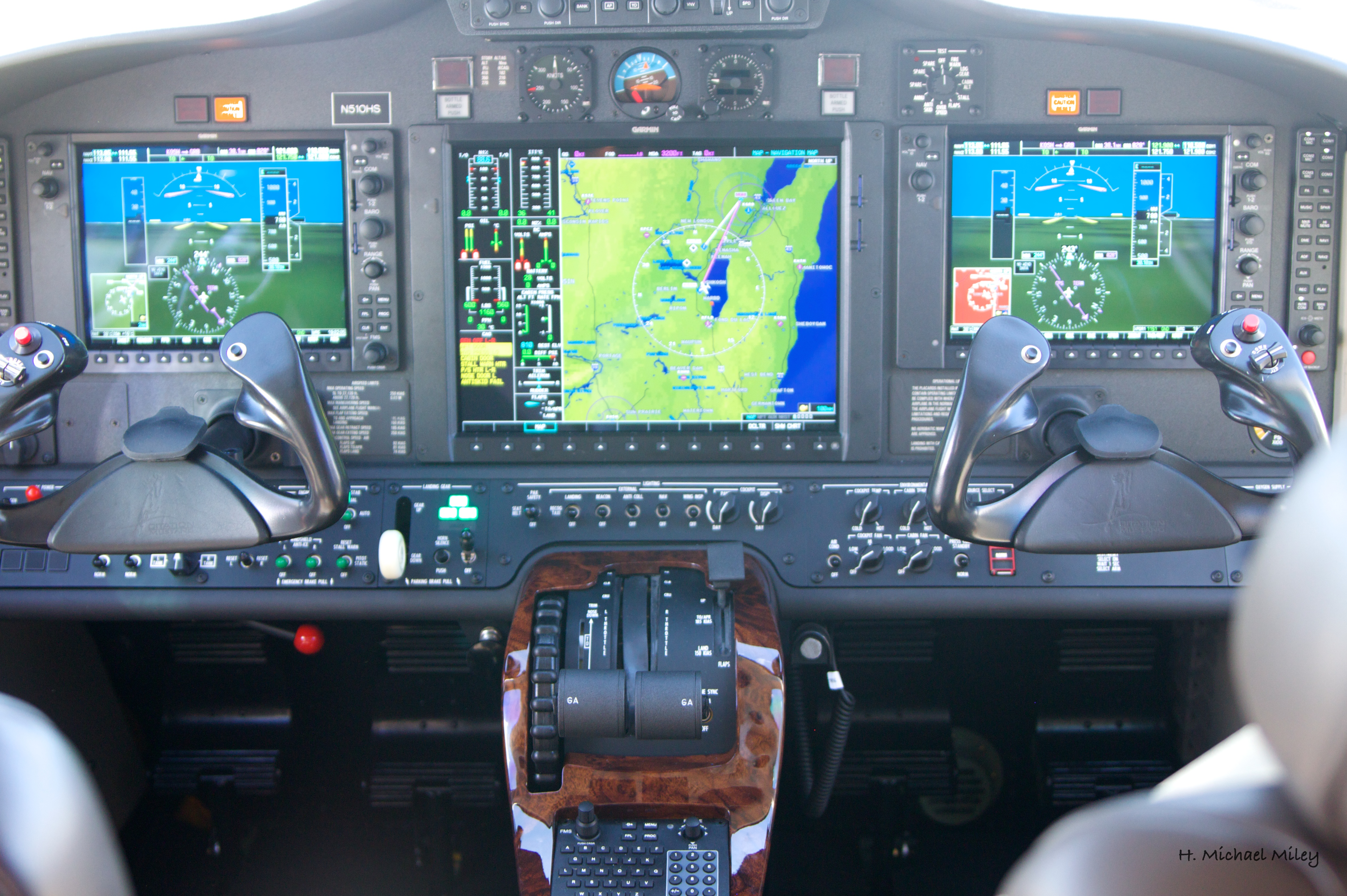
Il glass cockpit Garmin G1000

Il Mustang è un aeromobile ad ala bassa con carrello a triciclo retrattile e due turbofan Pratt & Whitney PW615F-A installati su un impennaggio a T.
La struttura della cellula è in lega di alluminio. La porta principale è nella sezione anteriore sinistra della fusoliera, mentre un'uscita di emergenza è collocata nella sezione centrale destra.
L'avionica è basata sul glass cockpit Garmin G1000 con primary flight display LCD per ogni pilota più uno schermo centrale multifunzione.

## Versioni
Oltre alla versione base nel 2010 la Cessna, in occasione del suo 83º anniversario, ha lanciato la High Sierra Edition, con livrea speciale, nuovi interni e il pacchetto avionico completo del Synthetic Vision Technology, sistema che replica la rappresentazione 3D dell'ambiente ed ostacoli circostanti pur volando in condizioni di oscurità o visibilità ridotta.

## Utilizzatori
L'aeroplano è utilizzato sia da privati che da compagnie aeree e operatori di charter executive, come la GlobeAir. Alcune aziende lo utilizzano anche in un modello di proprietà distribuita in modo da ripartire i costi fissi di gestione tra più clienti che fruiscono dello stesso aeromobile.